# Felix Jaehn

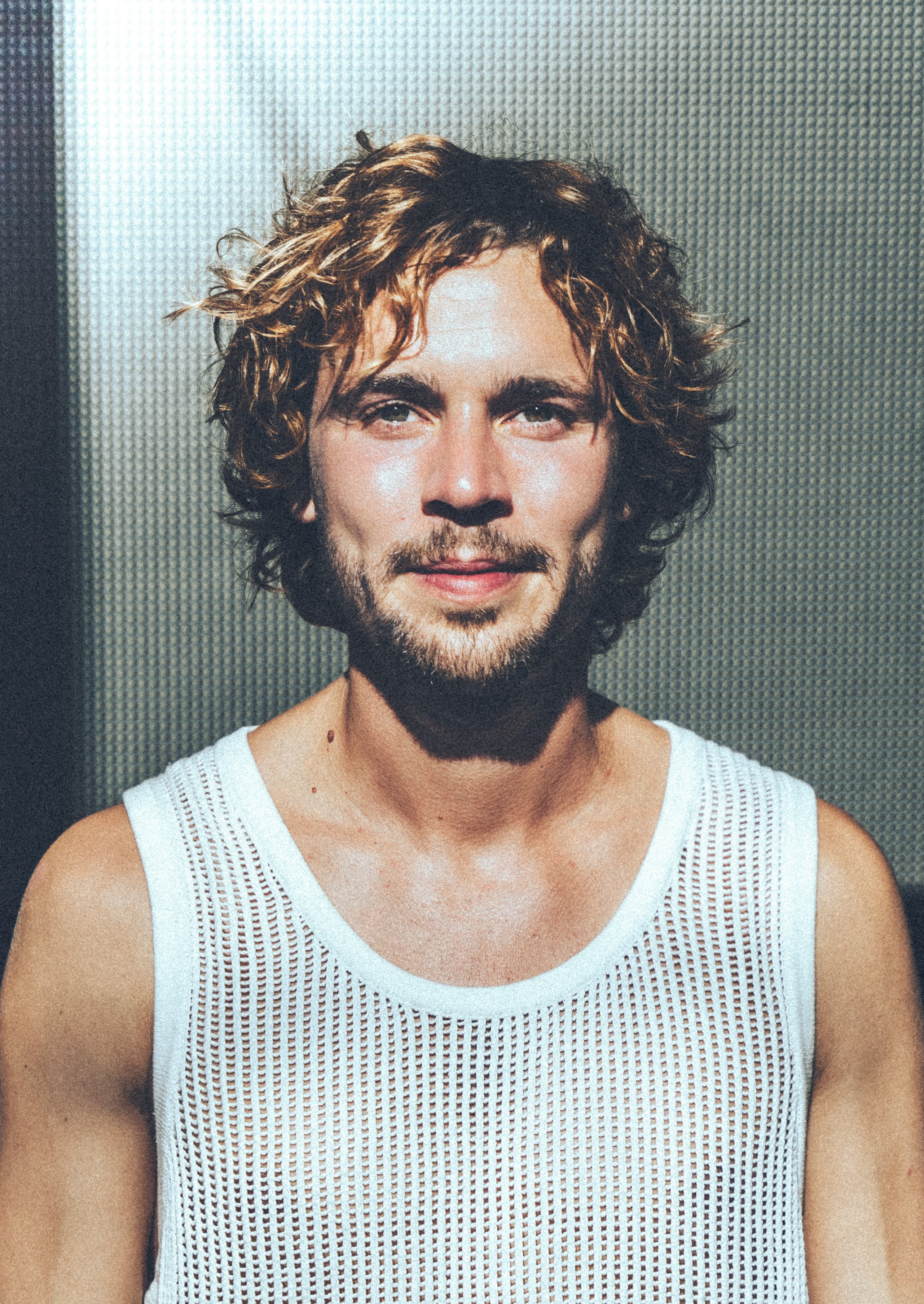
Felix Jaehn (2022)

Felix Jaehn (* 28. August 1994 in Hamburg als Felix Kurt Jähn; auch Fee Jähn) ist eine deutsche, musikproduzierende und als DJ bekannte, nichtbinäre Person, die sich insbesondere auf House und Popmusik fokussiert. Frühe Produktionen von Jaehn waren im Bereich des Tropical House.

## Leben

### Privatleben
Jaehn wurde in Hamburg geboren, wuchs in Schönberg in Mecklenburg-Vorpommern nahe der Ostseeküste auf und nahm im Alter von sechs Jahren Geigenunterricht. Ab dem 16. Lebensjahr wurde Jaehn für einzelne Club-Auftritte im Rahmen des DJ-Projektes Felicious Beats gebucht, das Jaehn mit einem Bruder und Freunden verwirklichte. Am Ernst-Barlach-Gymnasium in Schönberg legte Jaehn das Abitur ab. Zwei Tage nach dem 18. Geburtstag zog Jaehn für ein Jahr nach London und besuchte dort die Point Blank Music School. Neben den größtenteils autodidaktisch erlernten DJ-Fähigkeiten bildete Jaehn sich hier insbesondere im Bereich der Musikproduktion weiter. Danach zog Jaehn für ein BWL-Studium an der Humboldt-Universität nach Berlin. In einem Interview mit Die Zeit outete sich Jaehn am 22. Februar 2018 als bisexuell. Seit 2024 bezeichnet sich Jaehn als pansexuell und nichtbinär und bevorzugt die Neopronomen „dey/denen“ sowie im privaten Umfeld den Namen „Fee“. Als Künstlername soll der Einfachheit wegen weiterhin Felix Jaehn bestehen bleiben. Jaehn bestätigte dies in der YouTube-Show Süss und Deftig am 14. April 2024. Felix Jaehn ist HSV-Fan.

### Musikalische Karriere

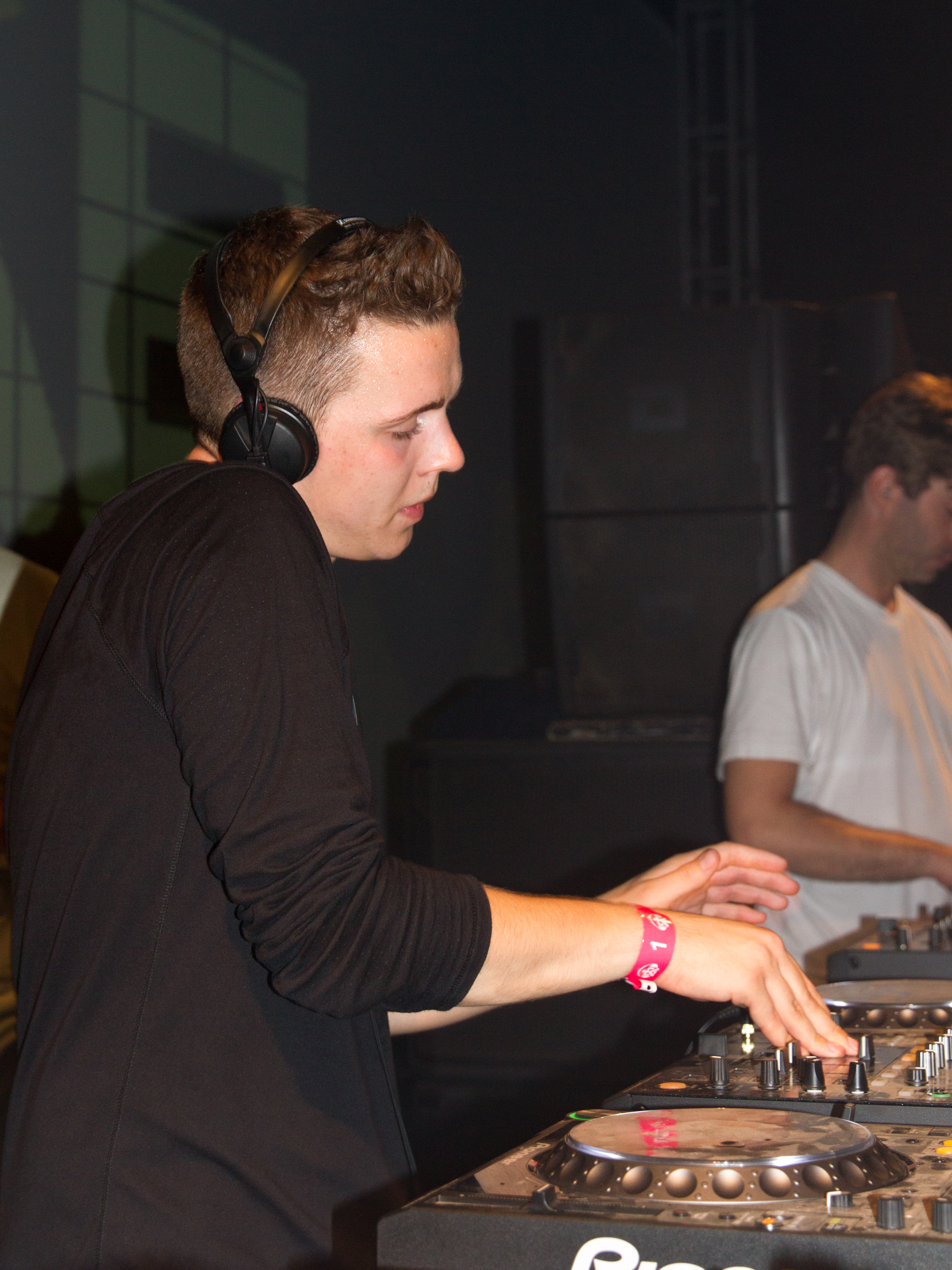
Felix Jaehn, 2015

Mit einem Remix des Songs Cheerleader des jamaikanischen Sängers Omi gelang Jaehn Ende 2014/Anfang 2015 ein weltweiter Hit. Musikalisch bewegt sich das Original von Omi, das 2012 veröffentlicht wurde, im Bereich des Reggae, Felix Jaehns Remixversion im Bereich des Elektro-Pop bzw. House. Die Remixversion von Cheerleader erreichte weltweit hohe Chartplatzierungen, unter anderem Platz eins in Australien, Belgien (Flandern und Wallonie), Dänemark, Deutschland, Frankreich, den Niederlanden, Österreich, Schweden, der Schweiz, im Vereinigten Königreich und in den Vereinigten Staaten. Die zweite Singleveröffentlichung Ain’t Nobody (Loves Me Better), eine Coverversion des gleichnamigen Hits von Rufus und Chaka Khan, wurde mit Jasmine Thompson bereits 2014 aufgenommen und am 3. April 2015 als Single veröffentlicht und avancierte in Deutschland zum Sommerhit 2015. Im September 2015 veröffentlichte Jaehn zusammen mit der russischen Sängerin Polina das Lied Book of Love, das die Top 10 der deutschen Musikcharts erreichte.
Ende 2015 gründete Jaehn zusammen mit Mark Forster das Musikprojekt Eff, die erste und einzige Single Stimme erschien am 27. November 2015 und erreichte Platz 1 der deutschen Charts.

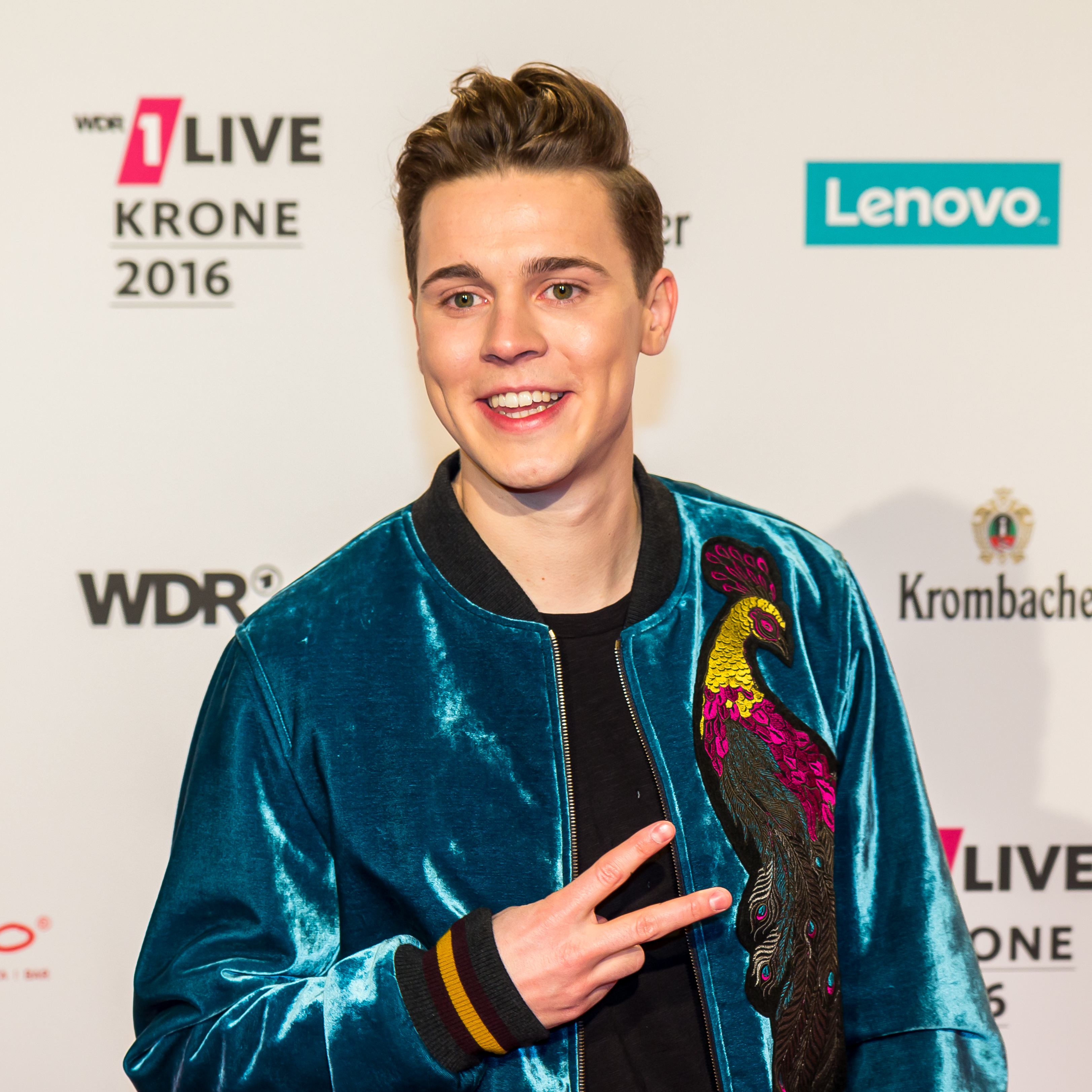
Felix Jaehn bei der 1 Live Krone 2016

Im Januar 2016 erschien mit der selbstbetitelten Felix Jaehn EP ein erstes Mini-Album Jaehns. Im April 2016 produzierte Jaehn mit Herbert Grönemeyer und Teilen der deutschen Fußballnationalmannschaft den Mannschaftssong zur Europameisterschaft 2016. Der Titel Jeder für Jeden stieß als generationenübergreifende Hymne auf gemischte, zum Teil sehr kritische Reaktionen.
Am 15. Juli 2016 erschien Bonfire. Die Single ist eine Kooperation mit der finnischen Singer-Songwriterin Alma Miettinen. Sie erschien zunächst nur als Download, später auch als physische Single. Das Lied rückte bis auf Platz drei der deutschen Singlecharts vor und erreichte im Mai 2017 Platin-Status für 400.000 verkaufte Einheiten. Parallel startete Jaehn die „Bonfire-Tour“ durch Österreich, Deutschland und der Schweiz.
Am 17. November 2016 wurde Felix Jaehn in Berlin mit dem Bambi in der Kategorie „Entertainment“ ausgezeichnet. Ähnlich wie bei Cheerleader, mixte Jaehn das Lied Your Soul von RHODES ab. Der Remix erschien am 16. Dezember 2016 mit dem Titel Your Soul (Holding On). Im Gegensatz zum Vorgänger erreichte er nur Platz 96 in Deutschland.
Mit Hot2Touch erschien am 12. Mai 2017 die erste Veröffentlichung Jaehns 2017. Die Single wurde zusammen mit dem US-amerikanischen Musikproduzenten und Popsänger Alex Aiono sowie dem britischen DJ und Musikproduzenten Hight aufgenommen. Das Lied brachte Jaehn nach dem eher kleineren Erfolg mit Your Soul (Holding On) wieder in das obere Viertel der Single-Charts; dazu kam starker Support im Airplay.
Am 4. August 2017 veröffentlichte Felix Jaehn das Lied Feel Good, das in Zusammenarbeit mit dem niederländischen Future-Bounce-Produzenten Mike Williams entstand. Vocals steuerte der dänische Musiker Tim Schou bei, der bis 2014 als Frontmann der Band A Friend in London agiert hatte. Zwei Monate später erschien mit Like a Riddle die nächste Singleauskopplung, deren Gesang vom schwedischen Duo Hearts & Colors stammt. Mit Cool erschien die bislang letzte Single Jaehns am 9. Februar 2018. Das Lied entstand mit dem US-amerikanischen R&B-Sänger Marc E. Bassy sowie dem ebenfalls aus den USA stammenden Rapper Gucci Mane. Eine Woche später erschien mit I das Debütalbum von Jaehn am 16. Februar 2018. Am 22. Juni 2018 erschien mit I Remixed eine Remixversion des Debütalbums. Zeitgleich erschien mit Keep Your Head Up eine gemeinsame Kollaboration mit dem französischen Musiker Damien N-Drix. Ende des Jahres erschien mit So Close eine Kollaboration mit dem schwedischen DJ-Duo NOTD, als Gastmusiker konnte man das US-amerikanische Musikproduzenten-Trio Captain Cuts und die britische Singer-Songwriterin Georgia Ku für sich gewinnen.
Am 28. Juni 2019 veröffentlichte Jaehn zusammen mit dem britischen Popsänger Calum Scott die Single Love on Myself. Inhaltlich greift das Stück die Themen „Selbstakzeptanz“ und „Selbstliebe“ auf. Nachdem das Stück zunächst die Charts verfehlt hatte, schaffte es das Stück letztendlich nach zwei Monaten in die offiziellen deutschen Singlecharts und wurde zu Jaehns 14. Charthit als Interpret in Deutschland. Am 22. November 2019 erschien die Kollaboration Close Your Eyes mit dem deutschen Musikprojekt Vize. Als Gastsängerin wirkte die schwedische Sängerin Miss Li mit. Das Elektropopstück über psychische Gesundheit erreichte in Deutschland Platz 21 der Singlecharts und wurde zu Jaehns 15. Charterfolg.
Am 7. Februar 2020 veröffentlichte Jaehn zusammen mit Vize den Titel Thank You [Not So Bad], eine Coverversion des Originals von Dido aus dem Jahr 1998. Wie schon bei Close Your Eyes arbeitete Jaehn erneut mit dem deutschen Musikprojekt Vize zusammen. Die Single platzierte sich drei Wochen in den deutschen Singlecharts und erreichte mit Rang 80 ihre höchste Chartnotierung. Einen Monat später, am 13. März 2020, erschien mit Sicko der nächste Charthit. „Sicko“, eine Person, die mental immer wieder an ihre Grenzen kommt und von negativen, teilweise verstörenden Gedanken geprägt ist, entstand zusammen mit dem US-amerikanischen Rapper Gashi und der kanadischen Singer-Songwriterin Faangs. Die Single erreichte Platz 80 in den deutschen Singlecharts. Nachdem Jaehn am 10. Januar 2020 einen Remix zu Neas Some Say tätigte, wurde am 21. August 2020 mit ihr und dem britischen Soulsänger – und Koautor von Some Say – Bryn Christopher die gemeinsame Single No Therapy veröffentlicht. Ende des Jahres erschien I Just Wanna, eine Kollaboration mit Cheat Codes und Bow Anderson. Die Single verfehlte jedoch die Charts.
Am 22. Januar 2021 erschien mit Where the Lights Are Low Jaehns erste Veröffentlichung des Kalenderjahres. Die Single wurde zusammen mit dem österreichischen DJ Toby Romeo und dem niederländischen DJ Faulhaber aufgenommen. Nach dem Romeo drei Remixe und eine Produktion für Jaehn tätigte, ist dies die erste gemeinsame Single der beiden. Die Single erreichte Rang 74 der deutschen Singlecharts sowie Rang 18 der deutschen Dancecharts. Am 26. Februar 2021 erschien mit One More Time, eine Kollaboration mit dem deutschen DJ Robin Schulz, das Teil von Schulz’ viertem Studioalbum IIII ist. Das Stück platzierte sich in den Singlecharts aller D-A-CH-Staaten und erreichte mit Rang 46 seine höchste Platzierung in Deutschland. Am 18. März 2021 wurde ein Musikvideo zum Lied veröffentlicht. Ende 2021 feierte Easy von Cro sein 10-jähriges Jubiläum. In diesem Zusammenhang tätigte unter anderem Jaehn einen Remix, der am 26. November 2021 als Single erschien und Rang 88 der deutschen Charts erreichte. Am 3. Dezember 2021 erschien der Remix als Teil der EP Easy X.
Nachdem Jaehn und Calum Scott bereits die Chartsingle Love on Myself im Jahr 2019 veröffentlicht haben, erschien am 25. Februar 2022 erneut eine Single der beiden. Bei dem Lied über das Kennenlernen einer anderen Person erhielten sie Unterstützung vom DJ-Duo The Stickmen Project. Wie Love on Myself erreichte Rain in Ibiza auch die deutschen Singlecharts (Rang 34). Die Folgesingle Nuit Blanche erschien am 29. April 2022, verfehlte aber die Charts. Am 27. Mai 2022 veröffentlichte Jaehn die Single Do It Better mit der deutschen Popsängerin Zoe Wees als Featuring. Das Stück über Selbstbewusstsein erreichte Rang 76 der deutschen Singlecharts. Im September 2022 arbeitete Jaehn mit dem US-amerikanischen Musiker Ray Dalton zusammen, woraus die Single Call It Love hervorging.
Im Februar 2023 veröffentlichte Jaehn, gemeinsam mit dem britischen DJ Jonas Blue, die Chartsingle Weekends. Im Juli 2023 folgte eine Kollaboration mit Katja Krasavice, aus der die Single Ich hab den schönsten Arsch der Welt hervorging. Es handelt sich um eine Coverversion von Du hast den schönsten Arsch der Welt (Alex C. feat. Y-ass), die zum Top-10-Hit in Deutschland avancierte. Jaehn erreichte hiermit erstmals wieder – nach Bonfire – seit 2016 die Top 10 der deutschen Singlecharts. Im Januar 2024 erschien die in Zusammenarbeit mit Leony aufgenommene Single Waking Up.

## Diskografie
Studioalben

| Jahr | Titel Musiklabel             | Höchstplatzierung, Gesamtwochen, AuszeichnungChartplatzierungen (Jahr, Titel, Musiklabel, Platzierungen, Wochen, Auszeichnungen, Anmerkungen) | Höchstplatzierung, Gesamtwochen, AuszeichnungChartplatzierungen (Jahr, Titel, Musiklabel, Platzierungen, Wochen, Auszeichnungen, Anmerkungen) | Höchstplatzierung, Gesamtwochen, AuszeichnungChartplatzierungen (Jahr, Titel, Musiklabel, Platzierungen, Wochen, Auszeichnungen, Anmerkungen) | Höchstplatzierung, Gesamtwochen, AuszeichnungChartplatzierungen (Jahr, Titel, Musiklabel, Platzierungen, Wochen, Auszeichnungen, Anmerkungen) | Höchstplatzierung, Gesamtwochen, AuszeichnungChartplatzierungen (Jahr, Titel, Musiklabel, Platzierungen, Wochen, Auszeichnungen, Anmerkungen) | Höchstplatzierung, Gesamtwochen, AuszeichnungChartplatzierungen (Jahr, Titel, Musiklabel, Platzierungen, Wochen, Auszeichnungen, Anmerkungen) | Anmerkungen                                                |
| Jahr | Titel Musiklabel             | DE | AT | CH | UK | US | Dance | Anmerkungen                                                |
| ---- | ---------------------------- | --- | --- | --- | --- | --- | --- | ---------------------------------------------------------- |
| 2018 | I L’Agentur (UMG)            | DE5 (15 Wo.)DE | AT26 Gold · (1 Wo.)AT | CH26 (2 Wo.)CH | UK— SilberUK | — | — | Erstveröffentlichung: 16. Februar 2018 Verkäufe: + 207.500 |
| 2021 | Breathe Virgin Records (UMG) | DE23 (1 Wo.)DE | — | — | — | — | — | Erstveröffentlichung: 1. Oktober 2021 Verkäufe: + 10.000   |

## Auszeichnungen
1 Live Krone
- 2019: in der Kategorie „Bester Dance Act“
- 2020: in der Kategorie „Bester Dance Act“
- 2021: in der Kategorie „Bester Dance Act“
- 2022: in der Kategorie „Bester Dance-Song“ (Do It Better)[60]